# NTV7
NTV7，全称为Natseven電視私人有限公司，是馬來西亞私营电视台，1998年4月7日早上8点开播。NTV7的目标是为了使马来西亚社会更欢乐又更进步，正式的中文口號是“感覺美好”，当初为一家独立私营电视台，既是与TV3与八度空间竞争。但在2005年，NTV7因财务困难而被首要媒体收购，因此本電視台与TV3、八度空间与TV9皆同屬於首要媒體。目前NTV7在馬來西亞為第7頻道，在巴生谷的超高頻(UHF)頻率為37頻道。2021年2月17日起台标呼号为“DidikTV KPM”教育频道。

## 簡介
2003年1月19日，NTV7播放向马来西亚任职时间最长的首相马哈迪·莫哈末致敬的节目。
2018年3月5日起，因应NTV7开播20周年，NTV7更换全新CI，并全面改革为"摩登大马"方向前进，其中华语新闻和香港无线电视港剧是否获得保留，成为焦点。最后，华语新闻及香港无线电视港剧被允许继续播放。
NTV7华语新闻自2018年6月1日起，將2個時段的新聞時間合併播出。隨著節目時段的調整，港劇《火線下的江湖大佬》成了NTV7华语劇時段的最后一部戲劇直到2018年12月31日。自2018年12月31日起，NTV7全天节目安排中大部分内容均为播出CJ WOW SHOP中文版。自2019年6月1日起，CJ WOW SHOP中文版播出时段减少，暂时重播节目居多，保留最新韩剧时段和韩国综艺节目。同时，也恢复英语节目时段在英语新闻过后播放。
自2020年1月1日起，NTV7恢复播出CJ WOW SHOP马来文；同时，CJ WOW SHOP中文版播出的新时段则调整。2020年5月27日，母公司首要媒体發表文告通知NTV7旗下NTV7华语新闻將會在同年6月8日起正式停播，并與八度空间华语新闻合併，而原先晚上8點的八度空间华语新闻也將會延長至晚上9點。2020年11月1日，NTV7举行正式马来西亚新闻和资讯频道仪式，专注于杂新闻、新闻周志、财经、经济、证券、志类、资讯类以及时事类节目性质的平台，以满足大众的需求，100%全所有华语节目则改为集中在八度空间全面改革为全华语电视频道，NTV7的全体所有华语节目同时搬入八度空间播出。

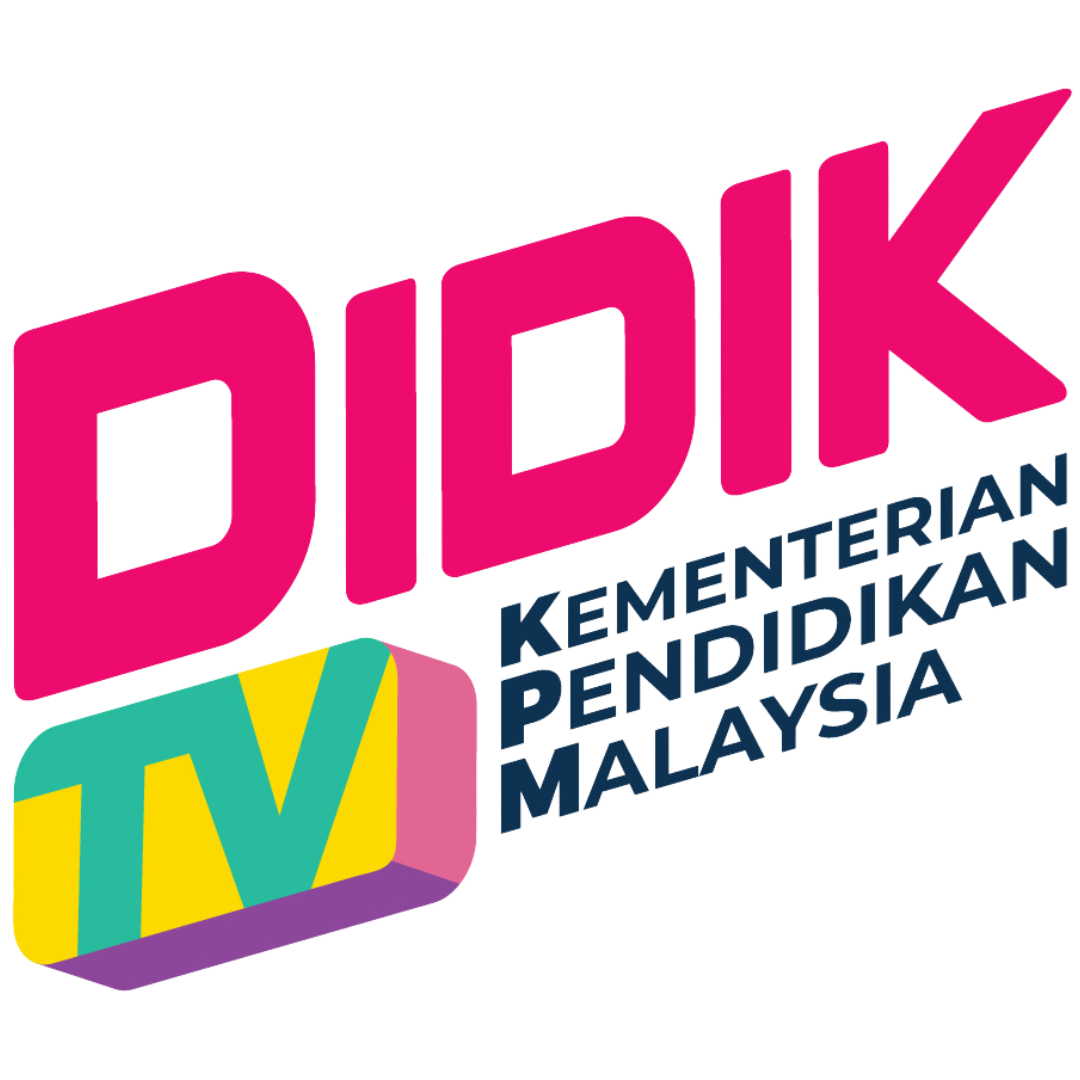
DidikTV KPM

2021年2月12日，马来西亚教育部宣布NTV7电视频道展开合作，2021年2月17日，「DidikTV@NTV7」改名为「DidikTV KPM」教育频道，目的是为了让全国学生获得具有素质的教育节目，节目内容是根据教育部的课程及课外活动纲要制作。
NTV7播出的播放国歌将每日 07:00 - 07:02 及 23:58 - 00:00。
2024年10月15日，首要媒体集团于宣布，其所有电视网络（包括NTV7）的新闻业务将从2024年10月21日开始在该公司的吉隆坡孟沙Balai Berita播出，此前该电视网络在雪兰莪八打灵再也万达镇Sri Pentas运营了二十多年。

## 歷史

### 第一阶段試播（1998年3月7日－1998年3月30日）
1998年3月7日-3月30日，NTV7开始第一阶段的试播，第一晚主要試播的内容為两部MV，分别为葉玉卿的《記憶》，和Toni Braxton的《You’re Makin’ Me High》試播。
| 馬來西亞時間 | 節目名稱   |
| ------------ | ---------- |
| 19:00-20:00  | 檢驗圖     |
| 20:00-20:01  | 開播、國歌 |
| 20:01-22:00  | 音樂影片   |
| 22:00-22:01  | 國歌、收播 |

### 第二阶段試播（1998年3月31日－1998年4月6日）
1998年3月31日-4月6日，NTV7开始第二阶段试播，试播内容以电影为主。
正式开播（1998年4月7日）
1998年4月7日早上8：00起，NTV7正式开播。
NTV7開播當天（1998年4月7日）的節目表：
| 馬來西亞時間 | 節目名稱                                                                                         |
| ------------ | ------------------------------------------------------------------------------------------------ |
| 07:00-08:00  | 檢驗圖                                                                                           |
| 08:00-08:01  | 開播、國歌                                                                                       |
| 08:01-09:00  | 馬來西亞電視3台傳播：「哈芝節禱告在馬來西亞吉打州亞羅士打查希爾清真寺」（現場直播）              |
| 09:00-09:30  | 哈芝節節目 - 紀錄片及科學教育：「生活在真主的花園」                                              |
| 09:30-10:30  | 舞台音樂節：「Sheila Majid演唱會在馬來西亞吉隆坡佩重納斯大廈」（現場直播）                       |
| 10:30-11:30  | 紀錄片：「Titanic: Breaking New Ground」                                                         |
| 11:30-12:00  | 馬來語新聞                                                                                       |
| 12:00-13:00  | 舞台音樂節：「邁克爾·傑克遜HIStory世界演唱會在馬來西亞吉隆坡默迪卡體育場」（現場直播）           |
| 13:00-14:00  | 舞台音樂節：「茜蒂·諾哈麗莎Cindai演唱會在馬來西亞吉隆坡國家體育場」（現場直播）                  |
| 14:00-16:00  | 哈芝節節目 - 馬來語電視電影：「大阿拉呼」（含馬來語配音和英語字幕）                              |
| 16:00-18:00  | 哈芝節節目 - 英語電影：「阿拉伯的勞倫斯」（含英語配音和馬來語字幕）                              |
| 18:00-19:00  | 香港電視劇 - TVB劇場：「家變」（含粵語配音和馬來語字幕）                                         |
| 19:00-20:00  | 印度電視劇：「摩訶婆羅多」（含泰米爾語配音和馬來語字幕）                                         |
| 20:00-20:30  | 馬來語新聞：「Berita Nasional（國家新聞）」                                                      |
| 20:30-21:30  | 舞台音樂節：「唐妮·布蕾斯頓You’re Makin’ Me High演唱會在馬來西亞吉隆坡佩重納斯大廈」（現場直播） |
| 21:30-22:00  | 馬來語電視劇：「馬爾斯圖啦」（含馬來語配音）                                                     |
| 22:30-23:00  | 英語新聞：「World News（世界新聞）」                                                             |
| 23:00-00:00  | 喜劇及脫口秀：「大衛·萊特曼深夜秀」（含英語配音）                                                |
| 00:00-01:00  | 國歌、收播                                                                                       |

## NTV7 十大艺人
| 2014年 十大艺人 | 2014年 十大艺人 | 2014年 十大艺人 | 2014年 十大艺人 | 2014年 十大艺人 |
| --------------- | --------------- | --------------- | --------------- | --------------- |
| 李洺中          | 吴天瑜          | 陈凯旋          | 蔡河立          | 王淑君          |
| 王冠逸          | 张惠虹          | 王爱玲          | 秦雯彬          | 庄仲维          |

| 2015年 十大艺人 | 2015年 十大艺人 | 2015年 十大艺人 | 2015年 十大艺人 | 2015年 十大艺人 |
| --------------- | --------------- | --------------- | --------------- | --------------- |
| 李洺中          | 吴俐璇          | 陈凯旋          | 庄仲维          | 秦雯彬          |
| 王冠逸          | 王爱玲          | 张惠虹          | 庄惟翔          | 吕志勤          |

| 2016年 十大艺人 | 2016年 十大艺人 | 2016年 十大艺人 | 2016年 十大艺人 | 2016年 十大艺人 |
| --------------- | --------------- | --------------- | --------------- | --------------- |
| 李洺中          | 吴俐璇          | 庄惟翔          | 庄仲维          | 秦雯彬          |
| 苏盈之          | 张惠虹          | 吕志勤          | 陈俐杏          | 叶朝明          |

| 2016/2017年 星10大 | 2016/2017年 星10大 | 2016/2017年 星10大 | 2016/2017年 星10大 | 2016/2017年 星10大 |
| ------------------ | ------------------ | ------------------ | ------------------ | ------------------ |
| 庄惟翔             | 庄仲维             | 陈俐杏             | 张熙恩             | 萧丽玲             |
| 梁祖仪             | 许亮宇             | 陈子颖             | 李伟燊             | 林绿               |

| 2017/2018年 星10大 | 2017/2018年 星10大 | 2017/2018年 星10大 | 2017/2018年 星10大 | 2017/2018年 星10大 |
| ------------------ | ------------------ | ------------------ | ------------------ | ------------------ |
| 梁祖仪             | 陈俐杏             | 林绿               | 萧丽玲             | 陈子颖             |
| 谢承伟             | 朱浩仁             | 盛天俊             | 李伟燊             | 张熙恩             |

- 2010金視奖頒獎典禮 2010年9月25日
- 2012金視奬頒獎典禮  2012年9月22日
- 2014金視奬頒獎典禮  2014年9月20日
- 2017金視奬頒獎典禮  2017年5月20日

## 新闻节目
新闻时刻，包括以下节目
- Buletin Didik

## DidikTV KPM电视时间表
DidikTV KPM的节目安排在2022年底开始恶化，常规节目减少，转而播放DidikTV KPM节目。 2023年3月，他们将每天上午10:30至晚上11点播出该节目，直到10月1日。 10月2日起，NTV7将《WowShop》的播出时间从每天晚上11点移至下午2点。晚上11点的时段用于播放周一至周四的常规节目和周五至周日的电视剧。NTV7于12月及2024年1月与PTTI合作，为SPM学生播出一档特别节目，为他们复习做好准备。
从2月份开始，情况变得更加糟糕，周一至周四晚上11点的时段被用来重播《Membina Juara》，而上午9:30的时段（周六除外）和电视剧则留在周五至周日播出。自2024年3月起，NTV7将仅在每周五至周日晚上11点播出电视剧。除此之外，NTV7仅在早上9:30、下午2:00和下午6:30（仅限周一）播放DidikTV KPM节目和WowShop节目。 NTV7还播出了他们的新节目《Podcast Destinasi Sepal SPM》，以帮助学生在三月和四月的SPM考试结束后选择他们的目的地。SPM后目的地计划还提供下午4点和晚上9点30分的简短版本。
8月1日起，NTV7于周一至周四晚上11点重新播出《Jurnal Resipi》，替代《Membina Juara》。不过，NTV7于9月16日恢复播出《Didik Magazine》。此外，电视剧《Budak Tebing》也重新开播，此前该剧于5月至7月播出，但自8月起被电视剧《Tanah Merah》取代。（电视剧《Tanah Merah》也于2023年 12月、2024年1月、3月和12月播出，而电视剧《Budak Tebing》也于2021年和2023年10月至11月播出）。
10月1日，NTV7调整了播出时间表，将DidikTV之前的日间节目缩短为在下午1点、2点、晚上7:30和晚上10点/10-11点（仅限周五至周日）播出常规节目。随着此次节目表的调整，Buletin 1.30/Bulletin Pagi从10月2日起将不再播出，而Bulletin Didik将在停播一年后重新播出。WowShop广播也会在每周一晚上10点至午夜12点以及每月底晚上10点更换。
从2024年11月开始，DidikTV KPM将恢复播出，其中包括学前班、1年级和2年级、初中、中学和加速/成功等DidikTV KPM节目，届时将推出新剧集。该频道现在还播出新节目，如《职业目的地》（每周三和周四，晚上8点）、《播客俱乐部》（每周二，晚上8:30）、《创意灵感》（每周三，晚上8:30）和《Dimensi Didik》（每周五，晚上8点）。
动画片广播也从2024年12月起恢复。现在，该频道分别在上午7点30分、下午2点和晚上7点30分播出动画片。NTV7还播出两部电视剧（周二至周四和周五至周日），之前这些电视剧只在周五至周日播出。
NTV7/DidikTV KPM现在从2025年1月开始有新节目。这使得DidikTV KPM重新推出新内容，并且一些旧节目也已停播。晚上10点到午夜12点，NTV7使用DidikTV KPM标志播放常规戏剧和节目。该剧播出时间也由晚上11点改为晚上10点。

## 外部連結
- NTV7每月节目表 （页面存档备份，存于）